# Arielle Boulin-Prat
Arielle Boulin-Prat, née le 23 octobre 1953 à Saint-Germain-en-Laye, est une animatrice de télévision française et actrice.

## Biographie
Professeur de lettres classiques (français, latin, grec) à Airvault, dans les Deux-Sèvres, puis à Colombes et Paris (Lycée Condorcet, collège Guillaume Budé) elle rejoint l'équipe d'animation du jeu télévisé Des chiffres et des lettres sur Antenne 2 le 26 février 1986 en remplacement de Jo Frachon et en compagnie de Patrice Laffont et Bertrand Renard (depuis septembre 2006, l'émission est diffusée sur France 3). Précisément, elle arbitre la section des lettres en vérifiant les réponses des candidats et donne les meilleures réponses possibles avec la combinaison de lettres tirées au sort. Lors des duels, elle propose celui de « l'orthographe » ainsi que « l'un dans l'autre » ou « un thème ». À la fin de l'émission, elle liste les mots non trouvés par le candidat lors « des mots de la fin ». 
Habitante de Colombes, elle est très engagée sur le plan associatif pour les plus démunis, et préside, en parallèle, l'association culturelle L'Œil du Baobab, menant des projets d'initiation aux métiers du cinéma. 
Elle s'engage aussi politiquement et rejoint la liste Europe Écologie Les Verts de Patrick Chaimovitch aux élections municipales de 2020 de sa ville. Sa liste est finalement élue au terme du second tour des municipales le 28 juin 2020.
En septembre 2022, elle est contrainte avec Bertrand Renard de quitter l'émission Des chiffres et des lettres, dorénavant diffusée seulement le samedi et le dimanche. Elle affirme sur le plateau de Virgin Radio avoir été licenciée en dix minutes en visioconférence, en compagnie de son collègue Bertrand Renard, exprimant une certaine amertume vis-à-vis de la fin bâclée d'une aventure de 36 ans de présence à l'antenne.

## Théâtre
Elle joue à plusieurs reprises en compagnie de Bertrand Renard, coanimateur avec elle de Des chiffres et des lettres :
- 2008 : Orphée aux Enfers ;
- 2009 : La Fille du tambour-major d'Offenbach, théâtre Saint-Léon à Paris et espace Saint-Pierre à Neuilly-sur-Seine[8] ;
- 2011 :  La Belle Hélène, mise en scène de Frédéric d'Elia à l'Espace Saint-Pierre (Neuilly-sur-Seine)[8] ;
- 2012 : Hop là !, interprétation de trois courtes pièces de Sacha Guitry (Une lettre bien tapée, Un homme d'hier et une femme d'aujourd’hui et Un Type dans le genre de Napoléon) et trois duos d'Offenbach, mise en scène de Frédéric d'Elia, théâtre du Marais à Paris.

## Vie privée
Arielle Boulin-Prat est mariée au comédien Éric Prat, qui a notamment tenu l'un des rôles principaux du film Tatie Danielle.